# Paloma Valencia (Directora)
Paloma Valencia (Medellín, 29 de mayo de 1992) es una directora de videos musicales colombiana.
Ha dirigido videos para artistas como Alejandro Sanz, Danny Ocean, JP Saxe, Greeicy, Mike Bahía, Anitta, Becky G, Paulo Londra, Willy William, Maluma, Sebastián Yatra y Morat.

## Biografía
Estudió comunicación y medios audiovisuales en la Universidad de Medellín e hizo una especialización en dirección en Nueva York. En el año 2016 comienza a trabajar en la empresa Treinta&Seis después de terminar sus estudios en Nueva York. Se reúne con los socios y allí comienza su viaje en la industria de videos musicales y comerciales. Allí ha logrado explorar diversas propuestas creativas con artistas y clientes, y así dirigir más de 50 videos en su carrera profesional.
Al terminar su carrera universitaria, Paloma trabajó un tiempo como asistente de dirección en comerciales y videos musicales en la ciudad de Medellín.
Años después, al regresar de su especialización, dirigió y coescribió un cortometraje llamado “Vientos de agosto” que se estrenó en el año 2018, el cual tuvo participación en el Colombian Film Festival New York, Panorama Colombia - Berlín, en el Festival de Cine Latinoamericano del Rosario en Argentina, el Festival de Guajaca en México, en el Festival de cine de Cartagena y en el Festival de cine de Santa Fé de Antioquia.

## Videoclips
| Artista                        | Canción                | Año  |
| ------------------------------ | ---------------------- | ---- |
| Alejandro Sanz & Danny Ocean   | Correcaminos           | 2023 |
| JP Saxe                        | When You Think Of Me   | 2022 |
| Sebastián Yatra                | Dos Oruguitas          | 2022 |
| Anitta & Justin Quiles         | Envolver Remix         | 2022 |
| Greeicy & Mike Bahia           | Att: Amor              | 2021 |
| Mike Bahía                     | La Rutina              | 2021 |
| Piso 21 & Maluma               | Más de la una          | 2020 |
| ChocQuibTown                   | Vuelve                 | 2020 |
| Ovy on the Drums & Mau y Ricky | Sigo buscándote        | 2020 |
| Piso 21 & Myke Towers          | Una vida para recordar | 2019 |
| Luis Fonsi                     | Sola                   | 2019 |
| Becky G & Paulo Londra         | Cuando Te Besé         | 2018 |
| Piso 21 & Paulo Londra         | Te Amo                 | 2018 |
| Willy William                  | La La La               | 2018 |
| Bomby & Donkirap               | Estamos Melos          | 2017 |

## Cortometrajes
| Nombre            | Cargo     | Año  |
| ----------------- | --------- | ---- |
| Vientos de agosto | Dirección | 2018 |